# Delingha
Delingha (chiń. 德令哈; pinyin Délìnghā; tyb. གཏེར་ལེན་ཁ་, Wylie: gter-len-kha, ZWPY: Dêrlênka) – miasto na prawach powiatu w zachodnich Chinach, w prowincji Qinghai, siedziba administracyjna prefektury autonomicznej Haixi. W 1999 roku liczba mieszkańców miasta wynosiła 56 501.